# Mauprévoir
Mauprévoir est une commune du Centre-Ouest de la France, située dans le département de la Vienne en région Nouvelle-Aquitaine.

## Géographie

### Communes limitrophes
| Payroux  |                      | Saint-Martin-l'Ars |
|          | Mauprévoir           |                    |
| Charroux | Pleuville (Charente) | Pressac            |

### Géologie et relief
La région de Mauprévoir présente un paysage de plaines vallonnées plus ou moins boisées et de vallées et de bocages.
Le terroir se compose :
- de calcaires pour 4 % dans les vallées étroites et encaissées et sur les terrasses alluviales ;
- de groies superficielles pour 15 % dans les plaines calcaires (Les groies sont des terres du sud-ouest de la France, argilo-calcaires, peu profondes  - en général de moins de 50 cm d’épaisseur – et  plus ou moins riches en cailloux. Elles sont fertiles et saines et donc, propices à la polyculture céréalière mais elles s’assèchent vite) ;
- d'argile à silex peu profonde pour 49 %, de Terres fortes pour 21 %, de bornais (ce sont des sols brun clair sur limons, profonds et humides, à tendance siliceuse) pour 10 % et, enfin de Terres de brandes pour moins de 1 % sur les plateaux du seuil du Poitou.

### Hydrographie
Le territoire de la commune est traversé par le Clain. La vallée du Clain débouche sur l'étang de Combourg (28 hectares) et d'un complexe d'étangs secondaires (Pressac, Charroux) définissant une zone remarquable pour son avifaune.
La commune est traversée par 23 km de cours d'eau dont le principal est le Clain sur une longueur de 6 km et sur une longueur de 8 km.

### Climat
Pour des articles plus généraux, voir Climat de la Nouvelle-Aquitaine et Climat de la Vienne.
Historiquement, la commune est exposée à un climat océanique limousin.  
En 2020, Météo-France publie une typologie des climats de la France métropolitaine dans laquelle la commune est exposée à un climat océanique altéré et est dans la région climatique  Poitou-Charentes, caractérisée par un bon ensoleillement, particulièrement en été et des vents modérés.
Pour la période 1971-2000, la température annuelle moyenne est de 11,7 °C, avec une amplitude thermique annuelle de 14,8 °C. Le cumul annuel moyen de précipitations est de 857 mm, avec 11,6 jours de précipitations en janvier et 7 jours en juillet. Pour la période 1991-2020, la température moyenne annuelle observée sur la station météorologique la plus proche, située sur la commune du Vigeant à 11,67 km à vol d'oiseau, est de 0,0 °C et le cumul annuel moyen de précipitations est de 0,0 mm,. Pour l'avenir, les paramètres climatiques de la commune estimés pour 2050 selon différents scénarios d’émission de gaz à effet de serre sont consultables sur un site dédié publié par Météo-France en novembre 2022.

## Urbanisme

### Typologie
Au 1er janvier 2024, Mauprévoir est catégorisée commune rurale à habitat dispersé, selon la nouvelle grille communale de densité à sept niveaux définie par l'Insee en 2022.
Elle est située hors unité urbaine et hors attraction des villes,.

### Occupation des sols
L'occupation des sols de la commune, telle qu'elle ressort de la base de données européenne d’occupation biophysique des sols Corine Land Cover (CLC), est marquée par l'importance des territoires agricoles (89,1 % en 2018), une proportion sensiblement équivalente à celle de 1990 (89 %). La répartition détaillée en 2018 est la suivante : 
terres arables (62,9 %), prairies (21,6 %), forêts (9,6 %), zones agricoles hétérogènes (4,6 %), zones urbanisées (1,3 %). L'évolution de l’occupation des sols de la commune et de ses infrastructures peut être observée sur les différentes représentations cartographiques du territoire : la carte de Cassini (XVIIIe siècle), la carte d'état-major (1820-1866) et les cartes ou photos aériennes de l'IGN pour la période actuelle (1950 à aujourd'hui).

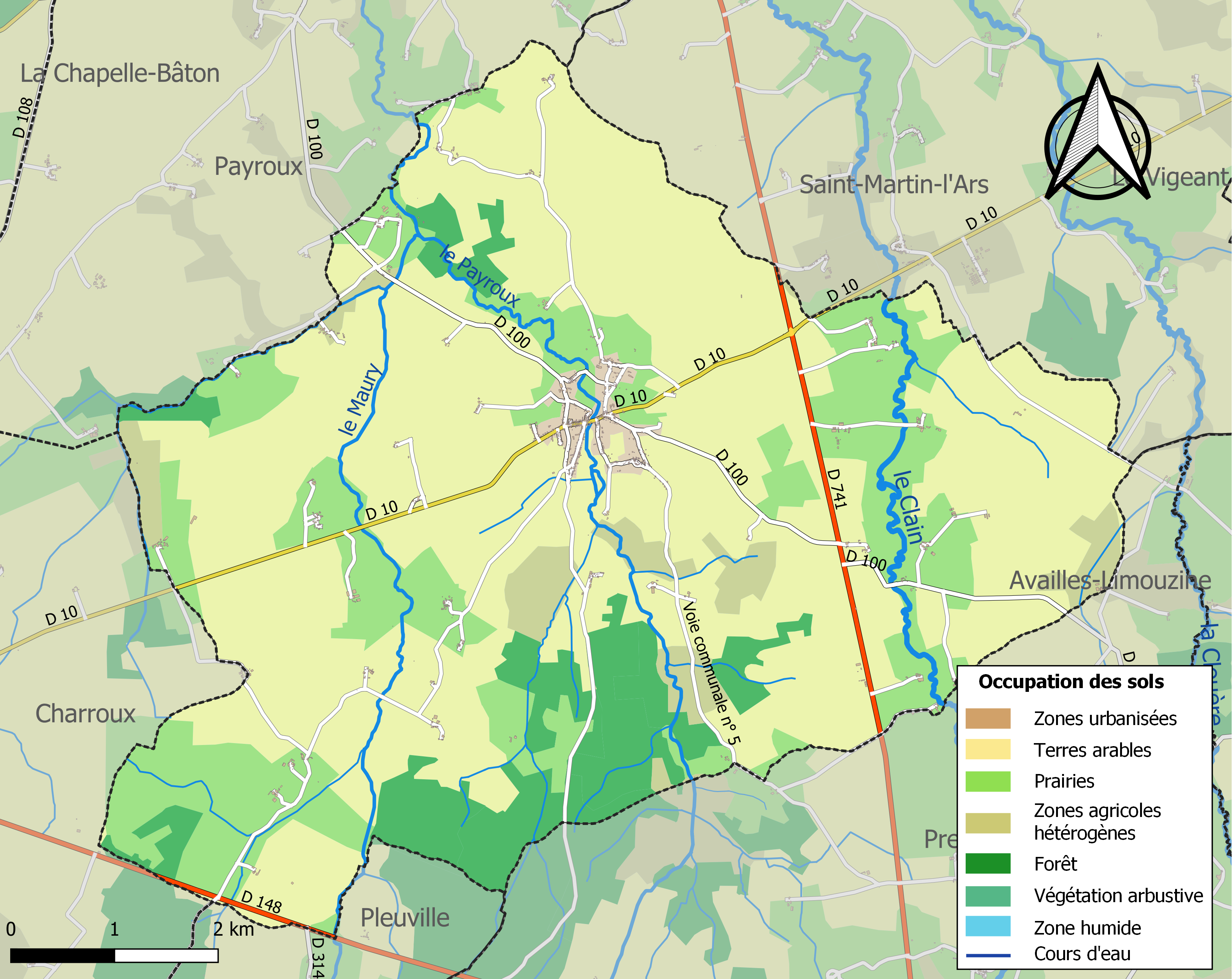
Carte des infrastructures et de l'occupation des sols de la commune en 2018 (CLC).

### Risques majeurs
Le territoire de la commune de Mauprévoir est vulnérable à différents aléas naturels : météorologiques (tempête, orage, neige, grand froid, canicule ou sécheresse), inondations, feux de forêts, mouvements de terrains et séisme (sismicité faible). Il est également exposé à un risque technologique,  le transport de matières dangereuses. Un site publié par le BRGM permet d'évaluer simplement et rapidement les risques d'un bien localisé soit par son adresse soit par le numéro de sa parcelle.

#### Risques naturels
Certaines parties du territoire communal sont susceptibles d’être affectées par le risque d’inondation par débordement de cours d'eau, notamment le Payroux, le Maury et le Clain. La commune a été reconnue en état de catastrophe naturelle au titre des dommages causés par les inondations et coulées de boue survenues en 1982, 1983, 1999 et 2010,.
Mauprévoir est exposée au risque de feu de forêt. En 2014, le deuxième plan départemental de protection des forêts contre les incendies (PDPFCI) a été adopté pour la période 2015-2024. Les obligations légales de débroussaillement dans le département sont définies dans un arrêté préfectoral du 29 mai 2015,, celles relatives à l'emploi du feu et au brûlage des déchets verts le sont dans un arrêté permanent du 24 mai 2015,.

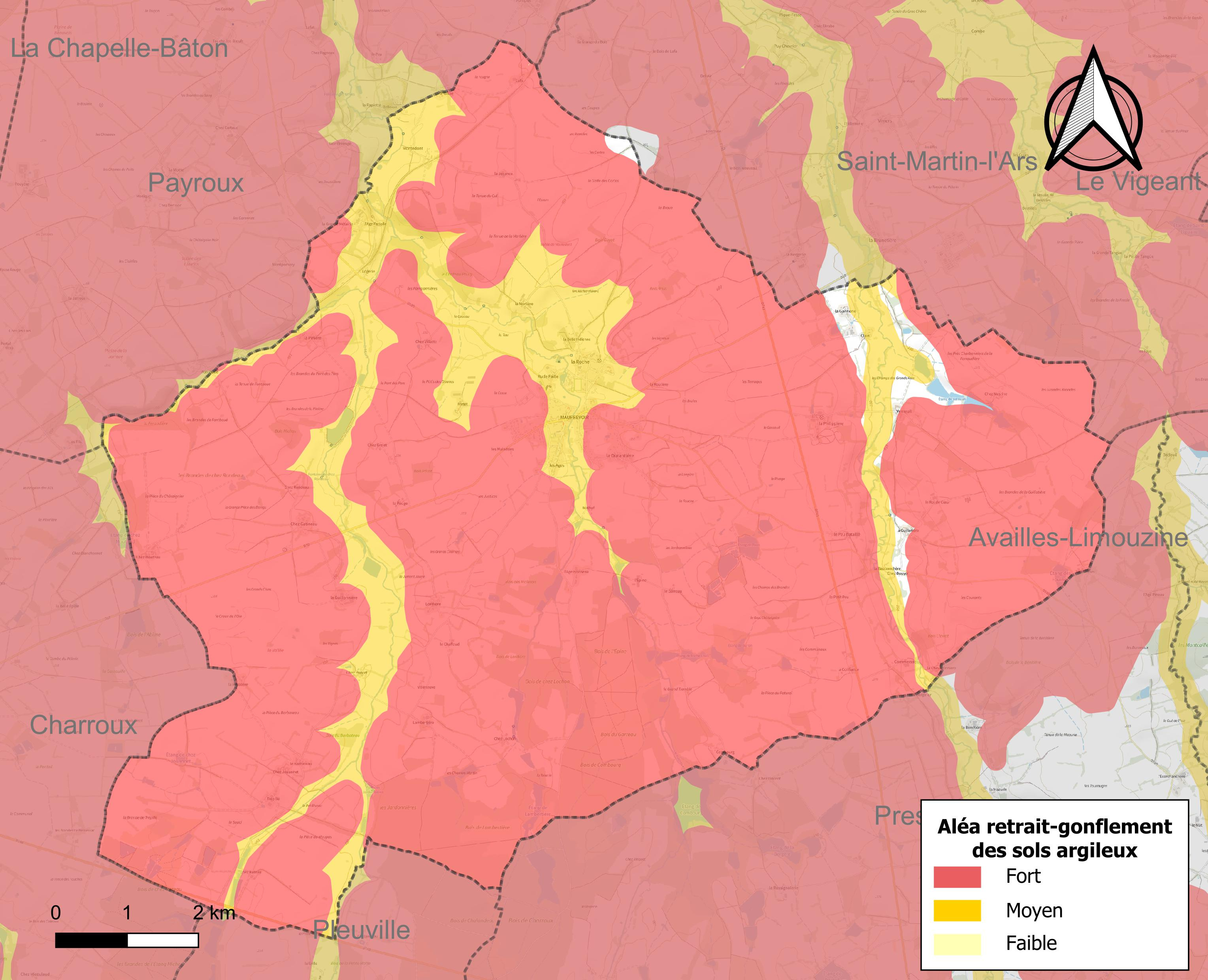
Carte des zones d'aléa retrait-gonflement des sols argileux de Mauprévoir.

Les mouvements de terrains susceptibles de se produire sur la commune sont des affaissements et effondrements liés aux cavités souterraines (hors mines) et des tassements différentiels. Afin de mieux appréhender le risque d’affaissement de terrain, un inventaire national permet de localiser les éventuelles cavités souterraines sur la commune. Le retrait-gonflement des sols argileux est susceptible d'engendrer des dommages importants aux bâtiments en cas d’alternance de périodes de sécheresse et de pluie. 98,7 % de la superficie communale est en aléa moyen ou fort (79,5 % au niveau départemental et 48,5 % au niveau national). Depuis le 1er octobre 2020, en application de la loi ÉLAN, différentes contraintes s'imposent aux vendeurs, maîtres d'ouvrages ou constructeurs de biens situés dans une zone classée en aléa moyen ou fort,.
La commune a été reconnue en état de catastrophe naturelle au titre des dommages causés par la sécheresse en 1989, 2003, 2005 et 2011 et par des mouvements de terrain en 1999 et 2010.

## Toponymie
D'après les travaux d'Auguste Longnon, Mauprévoir est la corruption du nom latin de la localité « Malo Presbytero » ou « Malum Presbyterum », ce qui après traduction donne littéralement « Mauvaise habitation de prêtre ». Toutefois « Malum » pris séparément peut aussi dire « ce qui est contraire au bien, à l'ordre, au devoir... » d'où peut-être l'origine : « Presbytère mal tenu » ?[réf. nécessaire]

## Histoire

### Époque gallo-romaine
Mauprévoir est dans le territoire des Pictons.

### Époque médiévale
La découverte, peu avant 1937, de sarcophages mérovingiens, atteste de l’ancienneté de l’occupation du lieu. Cependant, aucun document historique ne fournit de précision à propos de la naissance du village. Il est certain, toutefois, que la seigneurie de Mauprévoir existait en 1179, car à cette époque, un nommé Audebert, viguier et sa femme Flandrine, font don d'un préhenbier de froment dans leur terre de Mauprévoir, à l’abbaye de Montazai (commune de Savigné).

### Époque moderne
Mauprévoir accueille favorablement les avancées de la Révolution française. Elle plante ainsi son arbre de la liberté, symbole de la Révolution. Il devient le lieu de ralliement de toutes les fêtes et des principaux événements révolutionnaires, comme le brûlement des titres féodaux le 24 novembre 1793.

### Époque contemporaine
Pendant la Seconde Guerre mondiale, la ligne de démarcation traversait la commune, du 22 juin 1940 au 1er mars 1943, laissant le chef-lieu en zone libre avec la majeure partie du territoire de la commune. À la fin de la guerre, un planeur Airspeed Horsa de la Royal Air Force (RAF), tracté par un bombardier Short Stirling en route vers Istres pour participer à l’opération Molten, en Italie, rompt son élingue. Son pilote doit procéder à un atterrissage d’urgence, au cours duquel seule l’extrémité de l’aile droite est légèrement endommagée en heurtant un chêne. Des personnels de la RAF débarquent fin octobre à Biard, puis se rendent à Mauprévoir. L’aile est retoilée, et une élingue neuve fixée au planeur. L’extrémité du câble, en forme de large boucle, est fixée au bout de grandes perches dressées vers le ciel. Un C-47 Dakota vient ensuite lentement, en plein vol, accrocher cette boucle, et fait décoller le planeur, opération rarissime de récupération durant la Seconde Guerre mondiale.

## Politique et administration

### Liste des maires
| Période   | Période   | Identité                           | Étiquette | Qualité              |
| --------- | --------- | ---------------------------------- | --------- | -------------------- |
| 1789      | 1792      | Pierre Corderoy                    | ...       | ...                  |
| 1792      | 1808      | Jean-Jacques Petuaud-Letang (père) | ...       | ...                  |
| 1808      | 1816      | Dumagny                            | ...       | ...                  |
| 1816      | 1820      | Pierre-Constantin de Puyguyon      | ...       | ...                  |
| 1820      | 1830      | Dumagny                            | ...       | ...                  |
| 1830      | 1834      | Baptiste Corderoy du Tiers         | ...       | ...                  |
| 1834      | 1843      | Jean-Jacques Petuaud-Letang (fils) | ...       | ...                  |
| 1843      | 1865      | Auguste Maury                      | ...       | ...                  |
| 1865      | 1874      | Théolin Rivière                    | ...       | ...                  |
| 1874      | 1888      | Auguste Bergeron                   | ...       | ...                  |
| 1888      | 1891      | Valentin Bonneaud                  | ...       | ...                  |
| 1891      | 1898      | Alphonse Rivière                   | ...       | ...                  |
| 1898      | 1900      | Jules Chevalaria                   | ...       | ...                  |
| 1900      | 1908      | Jean Blanc                         | ...       | ...                  |
| 1908      | 1925      | Joseph Farisy                      | ...       | ...                  |
| 1925      | 1929      | Marc Bonneaud                      | ...       | ...                  |
| 1977      | 1995      | Émile Bernard                      | ...       | ...                  |
| 1995      | mars 2014 | Jean-Michel Clément                | PS        | député (depuis 2007) |
| mars 2014 | En cours  | Jean-Michel Faroux                 | LR        | Ancien agriculteur   |

### Instances judiciaires et administratives
La commune relève du tribunal d'instance de Poitiers, du tribunal de grande instance de Poitiers, de la cour d'appel  de Poitiers, du tribunal pour enfants de Poitiers, du conseil de prud'hommes de Poitiers, du tribunal de commerce de Poitiers, du tribunal administratif de Poitiers et de la cour administrative d'appel de Bordeaux, du tribunal des pensions de Poitiers, du tribunal des affaires de la Sécurité sociale de la Vienne, de la cour d’assises de la Vienne.

### Services publics
Les réformes successives de La Poste ont conduit à la fermeture de nombreux bureaux de poste ou à leur transformation en simple relais. Toutefois, la commune a pu maintenir le sien.

### Jumelages
- Bounouna (Burkina Faso).

## Population et société

### Démographie
L'évolution du nombre d'habitants est connue à travers les recensements de la population effectués dans la commune depuis 1793. Pour les communes de moins de 10 000 habitants, une enquête de recensement portant sur toute la population est réalisée tous les cinq ans, les populations de référence des années intermédiaires étant quant à elles estimées par interpolation ou extrapolation. Pour la commune, le premier recensement exhaustif entrant dans le cadre du nouveau dispositif a été réalisé en 2008.

En 2022, la commune comptait 590 habitants, en évolution de −4,07 % par rapport à 2016 (Vienne : +0,6 %, France hors Mayotte : +2,11 %).
| 1793 | 1800  | 1806  | 1821  | 1831  | 1836  | 1841  | 1846  | 1851  |
| ---- | ----- | ----- | ----- | ----- | ----- | ----- | ----- | ----- |
| 996  | 1 065 | 1 060 | 1 131 | 1 146 | 1 200 | 1 177 | 1 286 | 1 216 |

| 1856  | 1861  | 1866  | 1872  | 1876  | 1881  | 1886  | 1891  | 1896  |
| ----- | ----- | ----- | ----- | ----- | ----- | ----- | ----- | ----- |
| 1 303 | 1 263 | 1 266 | 1 256 | 1 227 | 1 342 | 1 353 | 1 400 | 1 353 |

| 1901  | 1906  | 1911  | 1921  | 1926  | 1931  | 1936  | 1946  | 1954  |
| ----- | ----- | ----- | ----- | ----- | ----- | ----- | ----- | ----- |
| 1 367 | 1 389 | 1 353 | 1 215 | 1 251 | 1 232 | 1 179 | 1 174 | 1 110 |

| 1962  | 1968 | 1975 | 1982 | 1990 | 1999 | 2006 | 2008 | 2013 |
| ----- | ---- | ---- | ---- | ---- | ---- | ---- | ---- | ---- |
| 1 036 | 953  | 796  | 754  | 740  | 650  | 652  | 652  | 634  |

| 2018 | 2022 | - | - | - | - | - | - | - |
| ---- | ---- | - | - | - | - | - | - | - |
| 590  | 590  | - | - | - | - | - | - | - |

En 2008, selon l’Insee, la densité de population de la commune était de 13 hab./km2 contre 61 hab./km2 pour le département, 68 hab./km2 pour la région Poitou-Charentes et 115 hab./km2 pour la France

### Enseignement
Depuis septembre 2013, l'école de Mauprévoir est en RPI avec l'école de Pressac. L'école de Mauprévoir est une école rurale comptant deux classes en 2014 : l'une regroupe les Grandes Sections et les CP, l'autre les CM1 et CM2.

### Sports et activités

#### Société de tir
La commune de Mauprévoir a, dans ses associations, la plus vieille école de tir de Poitou-Charentes (créée en 1974). "La Patriote" est en effet la société de tir de Mauprévoir. Elle possède deux infrastructures : le stand de 10 m et le stand de 50 m.

## Économie
Selon la direction régionale de l'Alimentation, de l'Agriculture et de la Forêt de Poitou-Charentes, il n'y a plus que 36 exploitations agricoles en 2010 contre 40 en 2000.
Les surfaces agricoles utilisées ont toutefois augmenté de 7 % et sont passées de 3 817 hectares en 2000 à 4 094 hectares en 2010 dont 516 hectares sont irrigables. Ces chiffres indiquent une concentration des terres sur un nombre plus faible d’exploitations. Cette tendance est conforme à l’évolution  constatée sur tout le département de la Vienne puisque de 2000 à 2007, chaque exploitation a gagné en moyenne 20 hectares.
40 % des surfaces agricoles sont destinées à la culture des céréales (blé tendre essentiellement mais aussi orges et maïs),  16 % pour les oléagineux (colza et tournesol), 33 % pour le fourrage et 6 % restent en herbes. En 2000, 3 hectares  (0 en 2010) étaient consacrés à la vigne.
12 exploitations en 2010 (contre 13 en 2000) abritent un élevage de bovins (1 766 têtes en 2010 contre 1 341 têtes en 2000). C’est un des troupeaux de bovins les plus importants de la Vienne qui rassemblent 48 000 têtes en 2011.
16 exploitations en 2010 (contre 27 en 2000) abritent un élevage qui reste important d'ovins même s'il est en baisse (5 973 têtes en 2010 contre 7 859 têtes en 2000). Cette évolution est conforme à la tendance globale du département de la Vienne. En effet, le troupeau d’ovins, exclusivement destiné à la production de viande, a diminué de 43,7 % de 1990 à 2007. En 2011, le nombre de têtes dans le département de la Vienne était de 214 300.
L'élevage de volailles a connu une très forte croissance et de vivrier, il est devenu industriel : 226 têtes  en 2000 répartis sur sept fermes contre 20 664 têtes en 2010 répartis sur cinq fermes.

## Culture locale et patrimoine

### Lieux et monuments

#### Patrimoine religieux
- Église Sainte-Impère[38] (XIIe siècle). De l’église médiévale, il reste qu'une partie des murs de la nef, du clocher et du chœur. Le désaxement entre nef et chœur témoigne de plusieurs étapes de construction au cours des siècles. La partie la plus ancienne semble être le chœur qui est fort développé (une dizaine de mètres).

#### Patrimoine civil

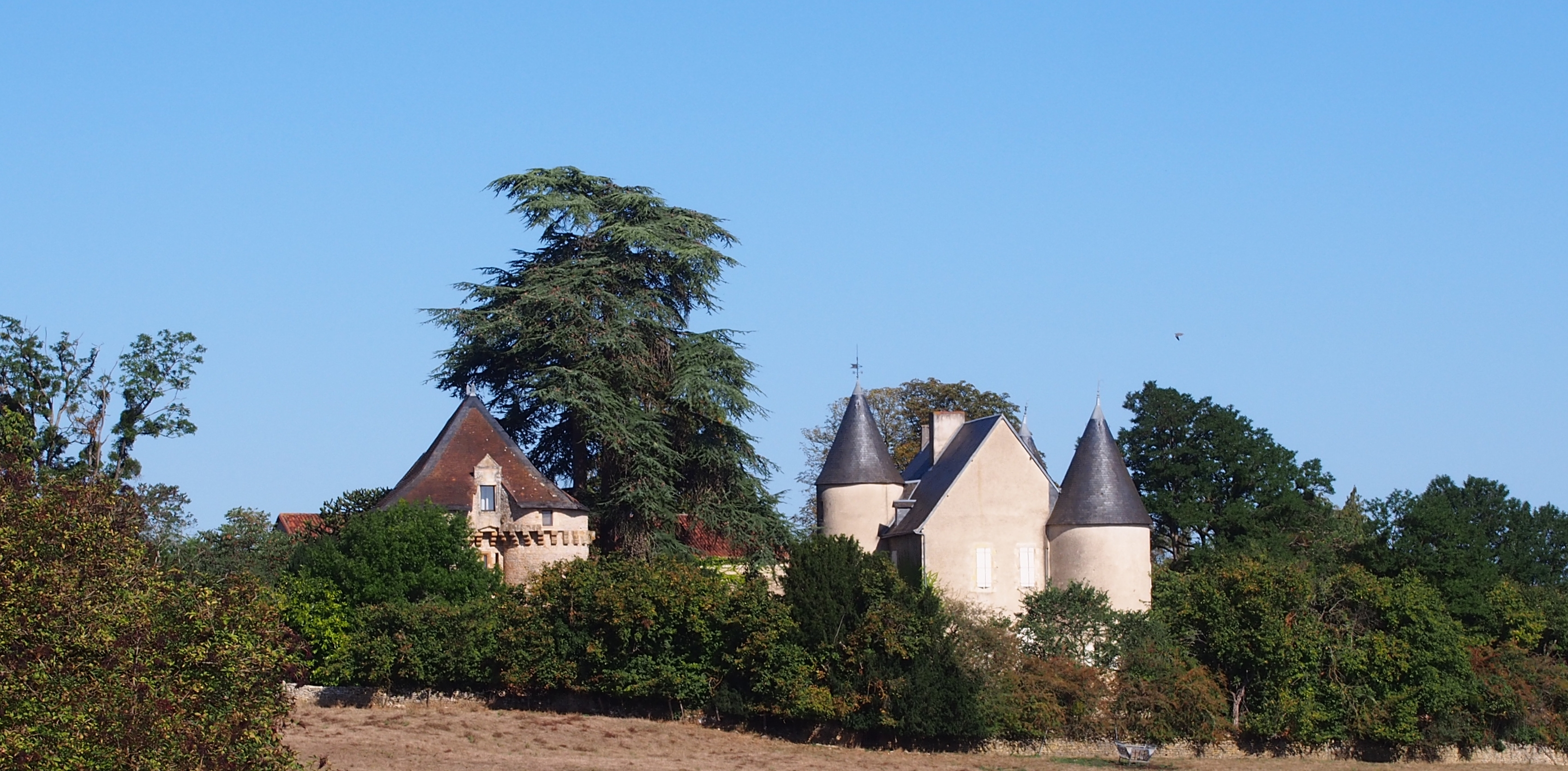
Le château.

- Château (XVe siècle). Les constructions et les terres passent au XVe siècle dans les biens des religieux de Charroux. La famille Lesire Labrousse[39],[40] en fait l'acquisition au début du XIXe siècle. Le bâtiment du châtelet (entrée) est inscrit aux Monuments Historiques depuis le 7 juin 2018.
- Château de Chemouteau (XVIIe siècle et XIXe siècle). Propriété de la famille Bourdier de La Maillerie, elle passe en 1801 dans celle des Malapert puis en 1805 aux Loyseau de Grandmaison qui font ajouter une chapelle en 1842.
- Château de Combourg (XIXe siècle).
- Manoir de Philippière (XIXe siècle). Construit sur les bases d'un ancien bâtiment par M. Farisy, originaire de Bourgogne qui s'y établit en 1902.

#### Patrimoine naturel
- 23 % de la surface communale est classé zone naturelle d'intérêt écologique, faunistique et floristique (ZNIEFF)[41] : c'est la région de Pressac et de l'étang de Combourg.
- Cette zone est aussi classée par la Directive oiseaux[42] qui assure la protection des oiseaux sauvages et de leurs biotopes.

### Personnalités liées à la commune
- Sylvestre Loyzeau de Grandmaison (1770-1830). Garde du Corps du roi Louis XVI (1791). Commissaire des Guerres et de l'Exécutif dans la Vendée (1792). Maire de Charroux (1815-1823).
- Johnny Griffin, (1928-2008). Saxophoniste de jazz étasunien mort à Mauprévoir en 2008.